# Bokö fyr
Bokö fyr, även kallad Julaftons fyr, är en fyr i Trosa socken och Trosa skärgård, längst ut på ön Bokö-Oxnös norra udde. Fyren tjänar som vägledning för fartygstrafik genom Boköströmmen.

## Om fyren

### Historia
Det finns belägg för att det funnits fyrpersonal på Bokö i Trosa skärgård så tidigt som under 1600-talet.
Bokö fyr uppfördes 1867 som kombinerad fyrvaktarbostad och fyr, där fyrljuset satt på den då röda fyrvaktarbostaden, för att möjliggöra sjöfartstrafik utmed inomskärsfarleden från Södertälje kanal till Mem även under sämre väderförhållanden. Fyren uppfördes som en av tre nya fyrar på sträckan det året, de andra två på Ledskär och Femörehuvud.
Redan 1892 uppfördes en ny plåtfyr nedanför fyrvaktarbostaden, och den nuvarande gula fyrvaktarbostaden stod sannolikt färdig 1906. Plåtfyren, som inledningsvis hade en fotogenlampa som ljuskälla, utrustades under 1941 i stället med AGA-belysning. Numera är fyren automatiserad och drivs sedan början av 1990-talet av solceller och batteri.
Fyrkuren är byggnadsminne. Under våren 2022 demonterades fyrkuren av Sjöfartsverket för renovering, renoveringen tog cirka ett år och våren 2023 monterades fyrkuren på plats igen.

### Namnet
Det är osäkert var namnet Julaftons fyr kommer från. Det finns åtmintonde två olika förklaringar till namnet. Enligt den ena fick fyren namnet efter att ett tyskt handelsfartyg förliste i närheten av den en julaftonsnatt. Enligt den andra förklaringen ska fyren ha fått sitt namn efter en skärgårdsbo som bunkrat alkohol i Trosa och sedan ankrat vid platsen på julafton.